# ファイフ

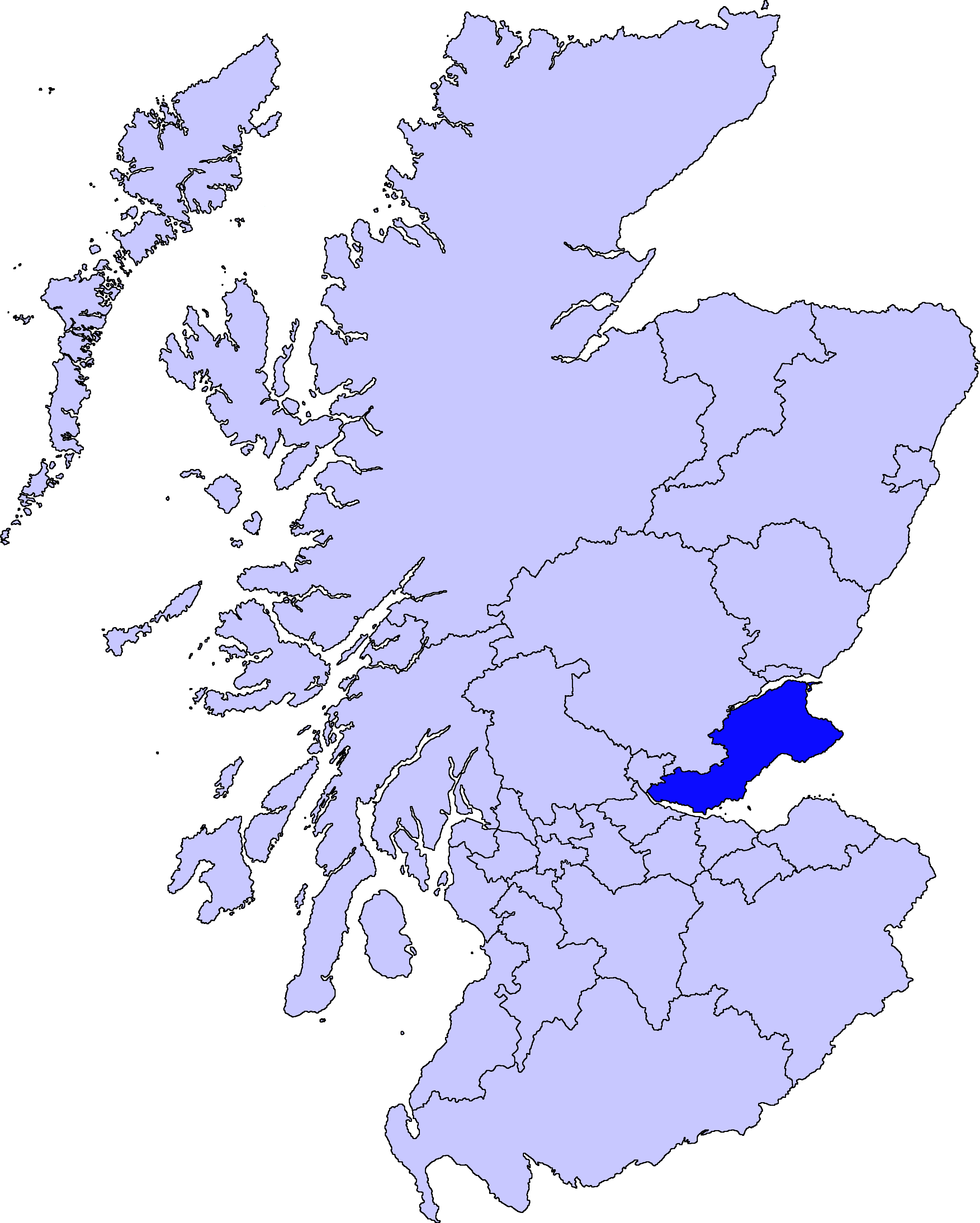
ファイフ

ファイフ（英語：Fife, スコットランド・ゲール語：Fìobh）は、スコットランドの行政区画の一つ。テイ湾とフォース湾の間に位置する。パース・キンロス、クラックマナンシャイアに接する。かつてはピクト人の王国フィブ（Fib）があり、スコットランドでは今も「キングダム・オブ・ファイフ」として知られている。総面積1,325平方キロメートル。人口371,340人（2022年推計）。行政中心地はグレンロス。1996年までは、スコットランド地方議会によってダンファームリン、カークカルディー、ノース・イースト・ファイフの3つに分割されていた。歴史的な町セント・アンドルーズはファイフ東岸にある。中世からつづくセント・アンドルーズ大学と、ゴルフの聖地として有名である。

## 出身人物
- ロバート・アダム - 建築家
- アレキサンダー・セルカーク - ロビンソン・クルーソーのモデルとなった人物
- アダム・スミス - 経済学者
- ジム・クラーク - F1ドライバー